# Havis Amanda
Havis Amanda is een fontein in de Finse hoofdstad Helsinki. Het beeld bestaat uit een naakte staande vrouw die omringd wordt door vier zeeleeuwen. Het bevindt zich op de markt van Helsinki en wordt omgeven door de oude markthal in het zuiden, het Esplanadi stadspark in het oosten en het stadhuis van Helsinki in het noorden. Het beeld werd in Parijs gemaakt door de Finse beeldhouwer Ville Vallgren. Hoewel het al klaar was in 1906, werd het pas in 1908 op de huidige locatie geplaatst. 